# Райхель, Кен
Кен Райхель (нем. Ken Reichel; родился 19 декабря 1986 года, Западный Берлин) — немецкий футболист, защитник.

## Клубная карьера
Кен начал заниматься футболом с 5 лет, занимался в детских, юношеских и молодёжных командах «Тасмания Гропиусштадт 1973». В 2004 году Райхель присоединился ко второму составу «Гамбурга», за который дебютировал 9 апреля 2005 года. В сезоне 2006/07 провёл 23 матча, забил 2 мяча.
В летнее трансферное окно 2007 года перешёл в брауншвейгский «Айнтрахт». Первый матч за новый клуб он провёл 28 июля 2007 года. С сезона 2008/09 Кен стал регулярно появляться в основном составе «Айнтрахта». С 2008 по 2011 год провёл в Третьей лиге 87 игр, забил 1 мяч. В сезоне 2010/11 «Айнтрахт» стал победителем Третьей лиги и добился выхода во Вторую Бундеслигу. Первый матч во Второй лиге провёл против «Мюнхен 1860». В сезоне 2012/13 «Айнтрахт» завоевал право выступать в Бундеслиге. В том сезоне Райхель провёл 24 игры без замен, но в 25 туре в матче с «Кайзерслаутерном» получил травму колена и выбыл до конца сезона. В Бундеслиге Райхель дебютировал 10 августа 2013 года в игре против бременского «Вердера».
В августе 2018 года Кен Райхель подписал контракт с «Унионом».